# Леснёвице (гмина)
Леснёвице (пол. Leśniowice) — сельская гмина (волость) в Польше, входит как административная единица в Хелмский повет, Люблинское воеводство. Население — 4034 человека (на 2004 год).

## Сельские округа
1. Алёйзув
2. Хородыско
3. Янувка
4. Касилан
5. Кумув-Маёрацки
6. Кумув-Плебаньски
7. Леснёвице
8. Леснёвице-Колёня
9. Майдан-Леснёвски
10. Новы-Фольварк
11. Плискув
12. Понятувка
13. Раколупы
14. Раколупы-Дуже
15. Сарняк
16. Селец
17. Тересин
18. Вежбица
19. Выгнаньце
20. Дембина
21. Плискув-Колёня
22. Политувка
23. Раколупы-Мале

## Соседние гмины
1. Гмина Хелм
2. Гмина Камень
3. Гмина Красничин
4. Гмина Сенница-Ружана
5. Гмина Войславице
6. Гмина Жмудзь